# ابوالحسن علی بن عثمان
ابوالحسن علی بن عثمان (انگلیسی: Abu al-Hasan Ali ibn Othman; حدود ۱۲۹۷ – ۲۴ مه ۱۳۵۱) سلطان مرینیان در مراکش مابین سال‌های ۱۳۳۱ تا ۱۳۴۸ میلادی بود.